# Microadapis
Microadapis — рід адапіформних приматів, що жили в Європі в середньому еоцені.